# 香蕉船 (電視節目)
《香蕉船》是香港電台電視部於1979年10月1日首播的兒童電視節目，一直播映至1984年。該節目是參考了多位學前教育專家及兒童心理學家的意見而製作，是全香港首個直播的兒童節目，並大受小朋友歡迎。《香蕉船》是香港電台早期製作的經典文教電視節目之一，其他還有《小時候》、《肥皂泡》和《獅子山下》等。

## 概述
最早期（1979-1982）主持為蔡楓華（飾演船長哥哥）、鄧藹霖（飾演香蕉姐姐）及車淑梅（飾演故事姐姐），另外，節目中有不同的卡通及布偶人物，如：「花花」、「都都」、「大郵筒」、「博士」、「阿沾」及「大眼妹」等，（顏國樑（聲演「都都」、「博士」及「大郵筒」, 車淑梅聲演「花花」及「大眼妹」）。後來（1982-1984）還有初出道的溫兆倫（飾演阿海哥哥（後））和龔慈恩（飾演恩恩姐姐（前））、梁婉靜（飾演香蕉姐姐（後））、Rudy Naranja（羅洛華）（飾演Rudy哥哥）、紀文龍（飾演Danny哥哥）、陳巧文（飾演麗莎姐姐）、姚鳳絲（飾演故事姐姐）等先後加入。最初由雲影畦監製，香港導演張婉婷當年亦擔任此節目編導工作。節目會每星期邀請一間幼稚園的學生參加，環節包括卡通片、講故事、做手工、學唱歌、玩遊戲等。
此外，作曲家顧嘉煇和填詞大師鄭國江為此節目創作了不少經典的童謠，其中包括同名主題曲《香蕉船》。鄭國江曾透露，雲影畦邀他創作主題曲時，節目本計劃由他看好的區瑞強擔任主持，但區瑞強在《陌上歸人》專輯的成功後擔心主持兒童節目影響自己的歌手形象，加上忙於學業，推辭了這工作，遂由蔡楓華頂上，他在寫好主題曲後才得知此事。

## 外部連結
- 香港電台－經典重溫頻道 （页面存档备份，存于）
- 香港電台－收看「香蕉船」第一集 (1979) （页面存档备份，存于）
- 香港電台－收看「香蕉船」第一百集 (1981) （页面存档备份，存于）
- 香蕉船歌詞 （页面存档备份，存于）